# Toni Ritter
Toni Ritter (* 6. Februar 1990 in Bad Muskau, DDR) ist ein deutscher Eishockeyspieler, der seit Juli 2025 bei den Stuttgart Rebels aus der drittklassigen Oberliga unter Vertrag steht und dort auf der Position des Verteidigers spielt. Zuvor war Ritter unter anderem für die Adler Mannheim, Krefeld Pinguine, Iserlohn Roosters, den EHC Red Bull München und Schwenninger Wild Wings in der Deutschen Eishockey Liga (DEL) aktiv, wo er fast 250 Partien absolvierte.

## Karriere

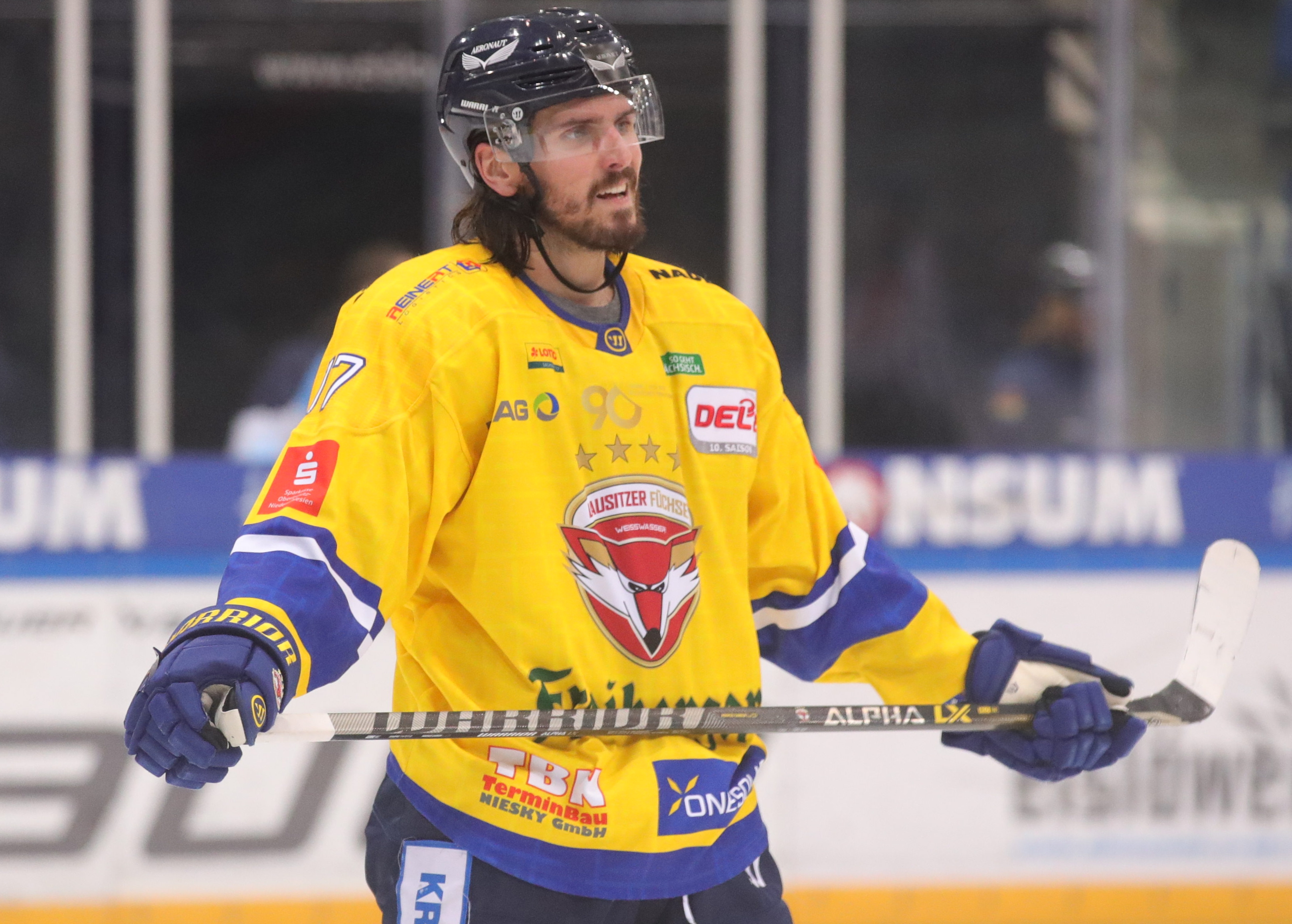
Ritter im Trikot der Lausitzer Füchse (2023)

Ritter spielte ab 2005 für die Jungfüchse Weißwasser in der Deutschen Nachwuchsliga (DNL) und wechselte schließlich zur Saison 2006/07 zum Ligakonkurrenten Jungadler Mannheim, mit denen er im Jahr 2008 Deutscher Nachwuchsmeister wurde. Außerdem war der 1,91 m große Flügelstürmer mit zwölf Punkten in acht Spielen Topscorer der DNL-Playoffs 2007/08. Während der Saison 2007/08 debütierte der Linksschütze bei den Heilbronner Falken, dem Kooperationspartner der Adler Mannheim aus der Deutschen Eishockey Liga (DEL), in der 2. Eishockey-Bundesliga. Im folgenden Jahr wurde Ritter erstmals in den DEL-Kader der Adler Mannheim berufen, ohne jedoch ein Ligaspiel absolviert zu haben.
Nach einem U20-Turnier mit der Nationalmannschaft in Kanada verkündete Ritter, in Nordamerika bleiben zu wollen und in Zukunft für die Club de hockey junior de Montréal in der Ligue de hockey junior majeur du Québec zu spielen. Diese hatten ihn beim CHL Import Draft 2008 in der ersten Runde als insgesamt 20. Spieler ausgewählt. Sein Vertrag bei den Kanadiern wurde nach der Saison um ein Jahr verlängert und zudem erhielt er einen Probevertrag für das Trainingslager der Atlanta Thrashers aus der National Hockey League (NHL). Im Oktober wechselte er innerhalb der Liga zu den Cataractes de Shawinigan, die ihn wiederum am Silvestertag 2009 zu den Voltigeurs de Drummondville transferierten.
Zur Saison 2010/11 kehrte Ritter nach Mannheim zurück, wo er für die Adler in der DEL in 27 Spielen zum Einsatz kam und außerdem 31 Partien beim Kooperationspartner in Heilbronn absolvierte. Im Juli 2011 unterschrieb Ritter einen Vertrag bei den Eisbären Berlin. Um ihm möglichst viel Eiszeit zu geben, entschied der Verein, Ritter an die Krefeld Pinguine auszuleihen, die aufgrund einer angespannten Verletzungssituation dringend auf weitere Spieler angewiesen waren. Ende Oktober 2011 erhielt Ritter einen – auf einen Monat befristeten – Probevertrag bei den Iserlohn Roosters, der schließlich bis zum Ende der Saison verlängert wurde. Im Sommer 2012 wechselte Ritter zum EHC Red Bull München, wo er auf Anhieb zum Stammspieler avancierte. Der Stürmer blieb dort insgesamt drei Spielzeiten bis zum Ende der Saison 2014/15. Anschließend verbrachte er ein Jahr bei den Schwenninger Wild Wings.
Zwischen 2016 und 2019 spielte Ritter bei den Kassel Huskies in der DEL2 und absolvierte für diese insgesamt 152 Partien. Im Mai 2019 wurde er von den Dresdner Eislöwen verpflichtet. Der Angreifer blieb zwei Spielzeiten in der sächsischen Landeshauptstadt, ehe er im Mai 2021 gemeinsam mit Steve Hanusch zum Ligakonkurrenten und seinem Ausbildungsverein Lausitzer Füchse zurückkehrte. Dort war Ritter vier Jahre aktiv, bevor er im Sommer 2025 zu den Stuttgart Rebels aus der drittklassigen Oberliga wechselte.

### International
Mit den deutschen Junioren-Nationalmannschaften bestritt Toni Ritter sowohl die U18- als auch die U20-Weltmeisterschaft 2008, wobei ihm mit der U20 der Aufstieg in die Top-Division gelang. Im folgenden Jahr stieg er mit der deutschen Mannschaft bei der U20-Weltmeisterschaft 2009 wieder in die Division I ab.
In der Saison 2013/14 absolvierte er drei Länderspiele für die deutsche A-Nationalmannschaft.

## Erfolge und Auszeichnungen
- 2008 DNL-Meister mit den Jungadlern Mannheim
- 2008 Aufstieg in die Top-Division bei der U20-Weltmeisterschaft der Division I, Gruppe A

## Karrierestatistik
Stand: Ende der Saison 2024/25

### International
Vertrat Deutschland bei:
- U20-Junioren-Weltmeisterschaft der Division I 2008
- U18-Junioren-Weltmeisterschaft 2008
- U20-Junioren-Weltmeisterschaft 2009

(Legende zur Spielerstatistik: Sp oder GP = absolvierte Spiele; T oder G = erzielte Tore; V oder A = erzielte Assists; Pkt oder Pts = erzielte Scorerpunkte; SM oder PIM = erhaltene Strafminuten; +/− = Plus/Minus-Bilanz; PP = erzielte Überzahltore; SH = erzielte Unterzahltore; GW = erzielte Siegtore; 1 Play-downs/Relegation; Kursiv: Statistik nicht vollständig)